# OpenXR
OpenXR是由科纳斯组织（Khronos Group）管理的一个工作组，旨在设计一个面向虚拟现实（VR）和擴增實境（AR）的标准。Khronos Group于2017年2月27日在GDC 2017期间宣布了OpenXR。

## 架构
该标准将分为两个部分：
- 一个面向应用程序开发人员的API
- 一个面向虚拟现实和/或擴增實境硬件的设备层，呈现设备本身的抽象接口

## 路线图
截至2017年3月，Khronos Group暂定将于2018年中期发布实验性的第一版API。